# جنگو، آماده مرگ باش
جنگو، آماده مرگ باش (به انگلیسی: Django, Prepare a Coffin) فیلمی محصول سال ۱۹۶۸ و به کارگردانی فردیناندو بالدی است. در این فیلم بازیگرانی همچون ترنس هیل، هورست فرانک، جرج ایستمن، پینوچیو آردا، گوئیدو لولاوبریجیدا، خوزه تورس، آندرئا اسکوتی، یوجین والتر و لوچانو روسی ایفای نقش کرده‌اند.

## خلاصه داستان
یک تفنگدار مرموز به اسم جانگو، توسط یک فرد سیاسی جناح چپ استخدام شده است تا مردم بیگناهی که زمین هایشان را می‌خواهند بکشد …